# Opuntia

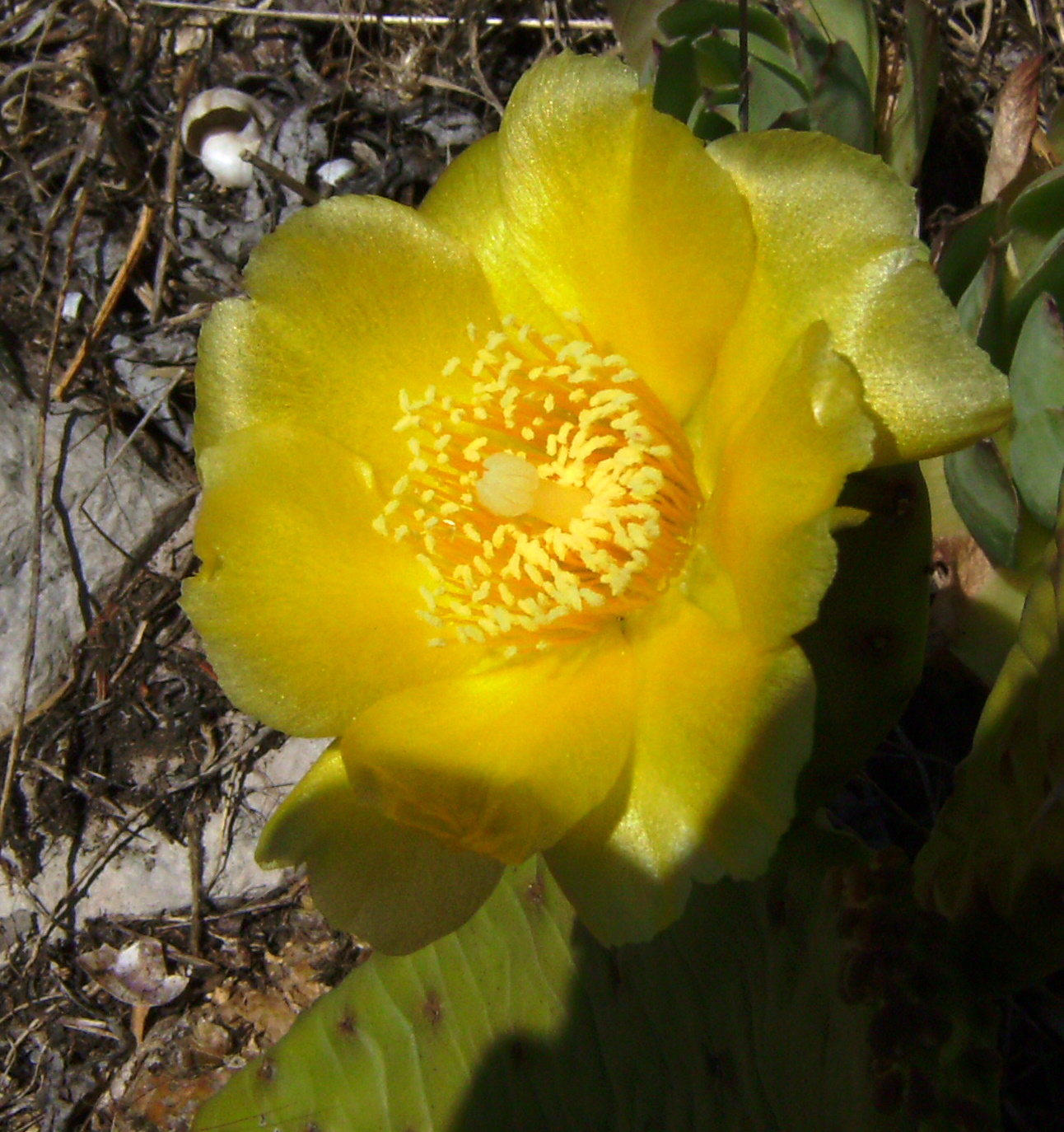
Flor dOpuntia humifusa a Castelltallat

Opuntia és un gènere de la família dels cactus. Normalment son cactus molt carnosos i ramificats. Les ramificacions successives poden presentar-se arrodonides o aplanades, poblades de petites arèoles, proveïdes o no d'espines però sempre amb gloquidis. Fulles planes o cilíndriques, generalment cauen en els estats juvenils de la planta, excepte en algun cas en què són més o menys persistents. Les espines acostumen a ser rectes i primes, de vegades encorbades a les puntes, de vegades amb una beina protectora. Les flors que neixen solitàries de les arèoles són sèssils, amb la corol·la formada per nombrosos sèpals i pètals de color. El fruit és una baia que conté nombroses llavors, de vegades comestible.
Aquest gènere és dels més estesos geogràficament. Opuntia polyacantha creix al Canadà a més de 50° de latitud; Opuntia ovalis es troba a la Patagònia; és el gènere més ampli de la família i es reparteix per tot el continent americà.

## Resistència a temperatures extremes
La resistència a les glaçades arriba als −48 °C d'Opuntia fragilis i la resistència a altes temperatures és de 67 °C per Opuntia ficus-indica.

## Subgèneres
Degut a la morfologia diferent de la planta segons l'hàbitat de creixement, es fa necessària una divisió en subgèneres (que al mateix temps estan subdividits en sèries). Segons l'autor hi hauria sis subgèneres, però dos d'ells són tan difícils de separar que s'acostuma a reduir-ho a quatre:

### SubgènereOpuntia
El gènere principal de la tribu i potser de tota la família de les cactàcies, que inclou més de 300 espècies. Són plantes molt ramificades, amb tiges segmentades (segments o cladodis). Les arèoles venen cobertes de petites espines que les hi donen un aspecte cotonós.

#### Espècies
- Opuntia diademata Lem.
- Opuntia ficus-indica (L.) Mill.
- Opuntia ovalis
- Opuntia polyacantha

### SubgènereConsolea
Anteriorment considerat un gènere a part. Plantes de fins a 10 m d'alçària, totes originàries de les Índies Occidentals.
Tija principal cilíndrica.
Les ramificacions, formades per articles més o menys ovals, neixen de les arèoles laterals de manera que adopten la forma d'una creu amb nombrosos braços, sobretot en fase juvenil.

### SubgènerePlatyopuntia
Ampli grup que, segons l'autor, pot tenir de 17 a 29 sèries. Inclou Brasiliopuntia (K.Schum.) Berger, format per un nombre reduït d'espècies sud-americanes i que actualment s'ha restablert com a gènere independent.
Poden ser plantes altes i erectes, o bé postrades o semipostrades.
Totes elles tenen articles més o menys aplanats (pales), rodons, ovals o allargats, amb arèoles repartides per la superfície.
Les espines falten per complet o es troben d'1 a 4 sobre cada arèola. Els gloquidis són abundants i es troben molt junts.
La tija principal, amb l'edat, es torna cilíndrica.

### SubgènereCylindropuntia
Articles arrodonits o cilíndrics, allargats, amb la tija principal erecte, alta, baixa o postrada.

### SubgènereTephrocactus
Establert inicialment per Lemaire com a gènere (del grec tephra, cendra, pel sovint color grisós de la planta).
Comprèn plantes sud-americanes, amb tija principal més o menys aparent i ramificacions laterals formades per un o més articles, en general agrupats, lleugerament cilíndrics o globulars.
Inclou el subgènere Clavatopuntia Fric. d'Amèrica del Nord, els articles del qual són en forma de clava (més ampli a l'extrem).